# Білине
Бі́лине — село у складі Балтської міської громади у Подільському районі, Одеська область. Раніше було підпорядковано власній Білинській сільській раді.
Розташоване за 6 км від Балти. На території села знаходиться залізнична станція Балта (на лінії Подільськ — Первомайськ). На заході межує з селами Петрівка та Харитинівка, на півночі з селом Бендзари та містом Балта та на півдні з селом Пасицели.

## Історія
Село засноване як залізнична станція в середині 60-х років XIX ст. під час прокладання залізниці Одеса — Балта.
До 1917 року село відносилось до Херсонської губернії (Ананьївський повіт), тоді як Балта — до Подільської (Балтський повіт).
7 (20) листопада 1917 року, відповідно до Третього Універсалу Української Центральної Ради, увійшло до складу Української Народної Республіки.
Під час організованого радянською владою Голодомору 1932—1933 років помер щонайменше 1 житель села.
12 червня 2020 року, відповідно до Розпорядження Кабінету Міністрів України від № 724-р «Про визначення адміністративних центрів та затвердження територій територіальних громад Одеської області», увійшло до складу Балтської міської територіальної громади.
19 липня 2020 року, в результаті адміністративно-територіальної реформи і ліквідації Балтського району, село увійшло до складу новоутвореного Подільського району.

## Населення
- 1888 — 155

Згідно з переписом 1989 року населення села становило 2021 особа, з яких 918 чоловіків та 1103 жінки.
За переписом населення 2001 року в селі мешкало 2049 осіб.

### Мова
Розподіл населення за рідною мовою за даними перепису 2001 року:
| Мова       | Відсоток |
| ---------- | -------- |
| українська | 93,49 %  |
| російська  | 4,58 %   |
| румунська  | 1,3 %    |
| вірменська | 0,14 %   |
| білоруська | 0,1 %    |
| болгарська | 0,05 %   |

## Визначні пам'ятки
Храм Казанської ікони Божої Матері.
На привокзальній площі в Білині встановлено пам'ятник радянським воїнам, що загинули в боях за станцію Балта.
Поблизу села археологами знайдено та досліджено поселення епохи бронзи (II тисячоліття до РХ).

## Економіка
Фактично розташовано Балтській молочноконсервний комбінат дитячих продуктів (ТМ Ласуня). Є відділення банку «Мрія».

## Відомі люди
- Книш Леонід Олександрович (1985—2015) — солдат Збройних сил України, учасник російсько-української війни.
- Коваленко Ольга Миколаївна (народилась 11 січня 1952); працює в газеті «Освіта України», зав. відділу науки і соц. захисту, співпрацює з газетами «Порадниця», «Праця і зарплата». Освіта — Київський державний університет імені Тараса Шевченка, факультет журналістики (1974–1980). Спеціалізація — соціальний захист, наука, економіка.
- Косар Лілія Ігорівна (1978—2022) — солдат Збройних сил України, учасник російсько-української війни. Загинула 24 лютого 2022 року.